# Đảo Inaccessible
Đảo Inaccessible là một ngọn núi lửa đã tắt, phun trào lần cuối cùng cách đây 6 triệu năm với đỉnh Cairn cao 449 m (1.473 ft). Hòn đảo này có diện tích 12,65 km2 (4,88 dặm vuông Anh) nằm ở Nam Đại Tây Dương cách Tristan da Cunha 31 km (19 mi) về phía tây nam. Hòn đảo được bao quanh bởi những vách đá tuyệt đẹp nhưng có thể tiếp cận được thông qua một vài bãi biển đá cuội. Các thế hệ thủy thủ đã cảnh giác với những lần lên bờ biển một cách khó khăn và địa hình hiểm trở của nó. Hòn đảo này đã không có cư dân vĩnh viễn kể từ năm 1873.
Đảo là một phần của quần đảo Tristan da Cunha, một phần của lãnh thổ hải ngoại Saint Helena, Ascension và Tristan da Cunha của Anh Quốc. Bản thân đảo chính Tristan da Cunha cũng chỉ có thể tiếp cận bằng đường biển thông qua một chuyến đi kéo dài bảy ngày từ Cape Town, Nam Phi.
Cùng với đảo Gough, đảo Inaccessible cũng là một khu bảo tồn động vật hoang dã, cùng nhau tạo thành một Di sản thế giới được UNESCO công nhận từ năm 1995. Đây là nơi có loài chim đặc hữu quý hiếm Gà nước đảo Inaccessible, loài chim không biết bay nhỏ nhất thế giới.

## Địa lý
Hòn đảo này nằm cách 17 hải lý (31 km; 20 mi) về phía tây nam hòn đảo chính của quần đảo Tristan da Cunha. Nó có địa hình chủ yếu là hoang vắng và khắc nghiệt, hòn đảo có một bãi neo đậu nhỏ tên là Port David ở điểm cực phía tây bắc.

## Lịch sử
Hòn đảo được phát hiện vào tháng 1 năm 1656 trong chuyến đi của con tàu Hà Lan  ’t Nachtglas ("kính đêm"), dưới sự chỉ huy của Jan Jacobszoon, 146 năm sau khi Tristan da Cunha lần đầu tiên được nhìn thấy bởi các thủy thủ Bồ Đào Nha. Jacobszoon ban đầu đặt tên cho nó là đảo "Nachtglas".
Có hai cách giải thích cho cái tên hòn đảo "Inaccessible". Một là trên bản đồ, hòn đảo mới được tìm thấy được gọi là "inaccessible" (không thể tiếp cận) bởi vì đoàn thủy thủ Hà Lan đổ bộ lên đảo đã không thể vào bên trong hòn đảo. Các tuyên bố khác cho rằng thuyền trưởng người Pháp d'Etcheverry đã đổi tên hòn đảo vào năm 1778 sau khi không thể đặt chân lên đảo. Năm 1803, những người săn hải cẩu Hoa Kỳ do Amasa Delano dẫn đầu đã đặt chân lên đảo.
Anh em nhà Stoltenhoff, đã đến đảo Inaccessible từ Đức vào năm 1871, sống ở đó trong hai năm với ý định săn hải cẩu và bán sản phẩm của họ cho các thương nhân, mặc dù giao dịch như vậy là rất nhỏ. Do sự khan hiếm thực phẩm, họ đã "vui mừng khôn xiết" khi được giải cứu vào năm 1873 trong chuyến thăm của tàu HMS Challenger để kiểm tra hệ động thực vật ở đó. Tác giả người Nam Phi Eric Rosenthal đã ghi chép lại cuộc phiêu lưu của anh em Stoltenhoff vào năm 1952. Gần đó là đảo Stoltenhoff được đặt theo tên của anh em họ.
Vào năm 1922, tàu Quest trong cuộc Thám hiểm Shackleton-Rowett đã dừng lại một cách nhanh chóng và nhà tự nhiên học trên tàu là Hubert Wilkins đã phát hiện ra một con chim, sau đó được đặt theo tên của ông là sẻ Wilkins. Năm 1938, đoàn thám hiểm khoa học Na Uy đã dành ba tuần trên đảo, trong thời gian đó họ đã tìm cách tiếp cận cao nguyên và lập danh lục bao quát các loài thực vật, chim và đá. Một nỗ lực khác trong việc lập bản đồ hòn đảo đã được thực hiện trong cuộc thám hiểm của Hiệp hội Hoàng gia Anh năm 1962 tới Tristan da Cunha, đưa các nhà khoa học đến đảo Inaccessible. Giống như nhiều nhà thám hiểm khác trước họ, các nhà khoa học trong đoàn cũng không thể đi sâu vào được bên trong hòn đảo.
Đảo Inaccessible được tuyên bố là khu bảo tồn thiên nhiên theo Pháp lệnh bảo tồn Tristan da Cunha năm 1976. Tuy nhiên, người ta vẫn được phép thu hoạch chim biển từ đảo. Trong một cuộc thám hiểm năm 1982 (16 tháng 10 năm 1982 - 10 tháng 2 năm 1983), sinh viên và giảng viên của trường Cao đẳng Denstone ở Anh đã tạo ra các bản đồ chi tiết về hòn đảo, nghiên cứu hệ động thực vật, địa chất của nó và thực hiện một dự án đánh số theo dõi lên hơn 3.000 cá thể chim.
Vào năm 1997, vùng lãnh hải của hòn đảo rộng 22 km (14 mi) đã được tuyên bố là khu bảo tồn thiên nhiên theo Pháp lệnh bảo tồn Tristan da Cunha năm 1976. Hiện tại, chỉ có đoàn có hướng dẫn viên từ Tristan mới được phép đi tàu du lịch đến đảo Inaccessible; thật vậy, hầu hết các chuyến đi đến đảo được thực hiện theo yêu cầu của người nước ngoài. Năm 2004, đảo Inaccessible đã được thêm vào danh sách Di sản thế giới của UNESCO như là một phần mở rộng của Di sản thế giới đảo Gough được công nhận trước đó để tạo thành một di sản mới tên là đảo Gough và đảo Inaccessible.

## Động thực vật

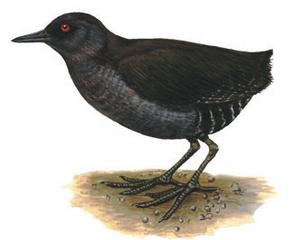
Gà nước đảo Inaccessible, loài chim không biết bay nhỏ nhất thế giới.

Khi Hạ sĩ William Glass và gia đình trở thành những cư dân định cư đầu tiên tại Tristan da Cunha vào năm 1816, dê và lợn được đưa đến đảo Inaccessible để phục vụ như một nguồn cung cấp thực phẩm. Một số động vật nuôi trong khoảng thời gian ít nhất 57 năm và giúp anh em Stoltenhoff sống sót trong chuyến thám hiểm của họ, nhưng giờ chúng đều đã biến mất. Bò, cừu và chó cũng được đưa vào đảo tại nhiều thời điểm khác nhau trong quá khứ, nhưng không có con nào còn sót lại.
Không có động vật có vú trên cạn, bò sát, lưỡng cư, bướm hoặc ốc nào được tìm thấy tại đảo. Hòn đảo có 64 loài thực vật bản địa, trong đó có 20 loài thực vật có hoa và 17 loài dương xỉ. Ngoài ra, 48 loài động vật không xương sống tồn tại trên hòn đảo, 10 trong số đó đã được biết đến. Hải cẩu lông mao cận Nam Cực và hải tượng phương nam cũng đã được nhìn thấy ở hòn đảo với số lượng ngày càng tăng cùng với các loài cá voi sống trong các vùng biển lân cận, đáng chú ý nhất là Cá voi trơn phương nam và cá heo sẫm màu.
Hòn đảo có lẽ được biết đến nhiều nhất với loài gà nước đảo Inaccessible, loài chim không biết bay nhỏ nhất thế giới. Hòn đảo đã được tổ chức BirdLife International xác định là vùng chim quan trọng (IBA), nơi sinh sản của các loài chim biển và các loài chim trên cạn đặc hữu. Các loài chim quan trọng nhất bao gồm cánh cụt Rockhopper phương Bắc (27.000 cặp sinh sản), hải âu Tristan, hải âu bồ hóng (200 cặp), hải âu vàng mỏ lớn Đại Tây Dương (1.100 cặp), hải bão lông mịn (50.000 cặp), hải âu lớn (2 triệu cặp), hải bão bốn mắt, hải âu nhỏ (50.000 cặp), hải bão mặt trắng (50.000 cặp), hải bão bụng trắng (50.000 cặp), nhàn Nam Cực, gà nước đảo Inaccessible (5.000 cặp) và sơn ca đảo Inaccessible